# Helena Metelska
Helena Metelska (ur. 1896, zm. 11 na 12 kwietnia 1921 w Kijowie) – członkini POW w Białej Cerkwi, następnie w Kijowie w KN III POW, rozstrzelana przez Czeka, dama Orderu Virtuti Militari.

## Życiorys
Urodziła się w 1896 na Ukrainie. Brak jest o niej innych danych biograficznych. Od wiosny 1918 służyła w Polskiej Organizacji Wojskowej na placówce znajdującej się w Białej Cerkwi, a później od jesieni 1920 (?) w Komendzie Naczelnej III POW w Kijowie w szczególnie niebezpiecznym okresie, kiedy POW zostało zdekonspirowane przez bolszewików, wówczas powtórnie próbowano na nowo podjąć prace organizacyjne na Ukrainie. Na początku lutego 1921 Helena oraz innych dwunastu członków kijowskiej Polskiej Organizacji Wojskowej, m.in. z p.o. komendanta Leonem Korzeniowskim, Marią Przedrzymirską i Pauliną Choromańską zostali aresztowani przez Czeka. Towarzyszki Metelskiej, które razem z nią umieszczono w więzieniu, zapamiętały ją jako „młodziutką”, „ładną” i „słabowitą” dziewczynę, która miała „od początku przeczucie, że nie wyjdzie żywa z Czeka”. Była więc smutna i przygnębiona. Powiedziała towarzyszkom: „jaka szkoda, że już wypadnie umrzeć. Ja tak mało jeszcze zrobiłam, a tu wszystko się kończy”. Pomimo bardzo ciężkich warunków jakie panowały w więzieniu i trzymiesięcznego śledztwa, które były prowadzone z całą bezwzględnością przez kijowską Czeka i Komisję Moskiewską, nikogo nie wydała. W nocy z 11 na 12 kwietnia 1921 została rozstrzelana razem z całą grupą peowiaków w lokalu kijowskiej Czeka.
Helena Metelska Dekretem Naczelnego Wodza i Naczelnika Państwa z 17 maja 1922 (Adj.Gen. L. 13391 VM) została pośmiertnie odznaczona Krzyżem Srebrnym Orderu Wojskowego Virtuti Militari z nr. Krzyża 7931.
Henryk Józewski, Komendant Naczelny POW na Wschodzie, wnioskując o odznaczenie wszystkich rozstrzelanych orderem Virtuti Militari za wymagającą wybitnego poświęcenia pracę i śmierć bohaterską, podkreślił równocześnie, że Zachowanie się grupy POW[...] było wybitnie bohaterskie i wyróżniało ich od ogółu więzionych. W 1933 została także pośmiertnie odznaczona Krzyżem Niepodległości.